# Integral teori
 Ikke at forveksle med integralregning.
Integral teori, er en filosofi der er udviklet af filosoffen og forfatteren Ken Wilber. Den er en omfattende forklaringsramme, der søger at give en mere holistisk og inkluderende tilgang til at forstå menneskelig bevidsthed, viden og virkelighed. Den sigter mod at integrere forskellige discipliner, perspektiver og dimensioner af menneskelig erfaring i en sammenhængende og samlet model.

## Hovedtræk
Integralteori er baseret på ideen om, at virkeligheden kan forstås og beskrives fra flere perspektiver, der hver giver et unikt indblik i forskellige aspekter af tilværelsen. Disse perspektiver omtales ofte som "kvadranter" og omfatter:
- Indre individuel (Jeg): Denne kvadrant fokuserer på individers subjektive oplevelser og bevidsthed. Det omfatter psykologiske, følelsesmæssige og spirituelle dimensioner.
- Indre kollektiv (Vi): Denne kvadrant omhandler de fælles kulturelle, sociale og værdibaserede aspekter af menneskelivet. Det omfatter fælles verdensbilleder, kulturelle normer og kollektive identiteter.
- Ydre individuel (Det): Denne kvadrant relaterer sig til de objektive, målbare aspekter af individer, såsom deres fysiske kroppe og adfærd.
- Ydre kollektiv (Dem): Denne kvadrant omhandler de ydre, observerbare systemer og strukturer, der findes i samfundet, såsom institutioner, teknologier og økologiske systemer

Integralteori introducerer også begrebet "udviklingsniveauer" eller "bevidsthedsstadier." Det antyder, at individer og samfund udvikler sig gennem forskellige stadier af psykologisk og spirituel udvikling. Disse stadier repræsenterer stigende niveauer af kompleksitet, bevidsthed og integration
Rammen omfatter også ideen om "udviklingslinjer", som er forskellige dimensioner af menneskelig kapacitet, der kan udvikle sig uafhængigt. Eksempler på udviklingslinjer omfatter kognitiv, følelsesmæssig, moralsk og interpersonel udvikling. Ifølge Integralteori kan individer have forskellige udviklingsniveauer i hver af disse linjer.
Integral teori er kendt for sit forsøg på at transcendere og inkludere flere perspektiver, hvilket giver mulighed for en mere nuanceret forståelse af komplekse problemstillinger. Det er blevet anvendt inden for områder som psykologi, filosofi, spiritualitet, økologi, uddannelse og organisationsudvikling.